# Festival stejnejch ksichtů
Festival stejnejch ksichtů je volné sdružení sedmi hudebních skupin hrajících většinou folk-rock, šraml nebo world music, které byly dříve značně personálně propojeny a které vydávaly své nosiče u vlastního nakladatelství SPPress. S postupem doby se některé kapely stávají slavnější a svá nová alba vydávají u větších nakladatelství.
Od roku 2001 vycházel také časopis Stejný ksichty.
Tradiční akcí, kde bývají zastoupeny téměř všechny kapely Stejnejch ksichtů, je festival Litoměřický kořen, případně menší akce Syrečková party tamtéž.

## Hudební skupiny
- Neočekávaný dýchánek
- Monty Pičusův létající pes / Byl pes
- Klec
- Kapitán Kajman
- Jarabáci
- Ahmed má hlad
- BFLMPSVZ